# Ligne 13 du tramway de Bruxelles
La ligne 13 est une ancienne ligne de tramway du tramway de Bruxelles qui a fonctionné jusqu'au 8 janvier 1968.

## Histoire
Elle est supprimée le 8 janvier 1968 lors de la quatrième phase de restructuration du réseau de tramway bruxellois, l'intégralité de son itinéraire est cependant repris, :
- par une ligne d'autobus sous le même indice qui circule en navette entre le carrefour des drèves du Château et de Rivieren et celui entre les avenues de Jette et Laeken où elle donne correspondance aux tramways de la ligne 103 ;
- du carrefour entre les avenues de Jette et Laeken jusqu'à la place Simonis à Koekelberg par la ligne 103 ;
- de la place Simonis jusqu'à la place Wielemans Ceuppens à Forest par la nouvelle ligne 19.